# It Happened at the World's Fair (album)
Albums de Elvis Presley
Girls! Girls! Girls!
(1962) Elvis' Golden Records Volume 3
(1963)
It Happened at the World's Fair est un album d'Elvis Presley sorti en avril 1963. Il s'agit de la bande originale du film Blondes, Brunes et Rousses, dont Presley tient le premier rôle.

## Titres

### Face 1
1. Beyond the Bend (Fred Wise, Ben Weisman, Dolores Fuller) – 1:50
2. Relax (Sid Tepper, Roy C. Bennett) – 2:19
3. Take Me to the Fair (Sid Tepper, Roy C. Bennett) – 1:34
4. They Remind Me Too Much of You (Don Robertson) – 2:30
5. One Broken Heart for Sale (Otis Blackwell, Winfield Scott) – 1:45

### Face 2
1. I'm Falling In Love Tonight (Don Robertson) – 1:39
2. Cotton Candy Land (Ruth Bachelor, Bob Roberts) – 1:33
3. World of Our Own (Bill Giant, Bernie Baum, Florence Kaye) – 2:14
4. How Would You Like to Be (Ben Raleigh, Mark Barkan) – 3:26
5. Happy Ending (Ben Weisman, Sid Wayne) – 2:08

## Musiciens
- Elvis Presley : chant
- Scotty Moore, Billy Strange : guitare électrique
- Tiny Timbrell : guitare acoustique
- Dudley Brooks, Don Robertson : piano, orgue
- Ray Siegel : contrebasse
- Clifford Scott : saxophone
- D. J. Fontana, Frank Carlson : batterie
- The Jordanaires : chœurs
- The Mellomen : chœurs